# سروانی
سروانی (به لاتین: Crvanj) یک کوه در بوسنی و هرزگوین است که در جمهوری صرب بوسنی واقع شده‌است. سروانی ۱٬۹۲۱ متر بالاتر از سطح دریا واقع شده‌است.